# SeaMonkey
SeaMonkey je odprtokodna zbirka internetnih programov, ki jo razvija skupnost pod vodstvom SeaMonkey Council. Zbirka je leta 2005 nastala kot naslednik zbirke Mozilla Suite, ki jo je Mozilla nehala razvijati, potem ko se je osredotočila na samostojne programe (Firefox, Thunderbird …).
SeaMonkey veliko kode prevzame iz Mozillinih programov, kot sta Firefox in Thunderbird. Vanj je tudi možno namestiti veliko dodatkov, ki so na voljo za ta dva programa. Na voljo je za Windows, macOS in Linux.
SeaMonkey sestoji iz štirih programov:
- Spletni brskalnik (Browser)
- Program za e-pošto in novičarske skupine (Mail & Newsgroups)
- Ustvarjalec spletnih strani (Composer)
- Odjemalec IRC (ChatZilla)

## Komponente

### Brskalnik
Brskalnik zbirke SeaMonkey temelji na kodi Firefoxa. Njegov vmesnik je precej staromoden, podoben Netscapovemu Navigatorju in brskalniku Mozilla.

### E-pošta in novičarske skupine
Klasični e-poštni program vključuje vse osnovne funkcije, kot so podpora za več računov, filtriranje sporočil, nadzor nad neželeno e-pošto, ogled sporočil po zavihkih in adresar stikov. Z njim se je tudi moč naročiti na vire RSS in Atom.

### Composer
Composer je orodje za ustvarjanje spletnih strani na principu WYSIWYG (Kar vidiš, to dobiš – s programom urejamo dejanski predogled strani, ne kode). Orodje ni več aktivno vzdrževano in ne uporablja novejših standardov, kot sta HTML5 in CSS3.

### ChatZilla
ChatZilla je program za klepet prek Internet Relay Chat (IRC). Na voljo je kot privzeto nameščen dodatek in ga je moč onemogočiti v upravitelju dodatkov.

## Zgodovina
Mozilla je 10. marca 2005 oznanila, da po različici 1.7.13 ne namerava več razvijati zbirke Mozilla Suite, saj se namerava posvetiti razvoju Firefoxa in Thunderbirda. Hkrati je poudarila, da je izvorno kodo prevzela skupnost SeaMonkey Council. Prva uradna stabilna različica SeaMonkey 1.0 je bila osnovana na kodi Mozilla Suite 1.8 in je izšla 30. januarja 2006.

## Ime
Ime »Seamonkey« se je uporabljalo kot razvojno ime za nikoli izdani Netscape Communicator 5.0 in kasneje za Mozilla Suite. Seamonkey je bila »korektnejša« različica imena Buttmonkey, ki so ga razvijalci tedaj izglasovali za razvojno ime.